# Генерал-Колево (Добрицька область)
Генера́л-Ко́лево (болг. Генерал Колево) — село в Добрицькій області Болгарії. Входить до складу общини Добричка.

## Населення
За даними перепису населення 2011 року у селі проживали 95 осіб.
Національний склад населення села:
| Національність   | Кількість осіб | Відсоток |
| ---------------- | -------------- | -------- |
| болгари          | 66             | 83,5%    |
| турки            | 8              | 10,1%    |
| цигани           | 4              | 5,1%     |
| Всього відповіли | 79             |          |

Розподіл населення за віком у 2011 році:
Динаміка населення: